# Muscolo
Il termine muscolo (derivante dal latino musculus) identifica un organo composto in prevalenza da tessuto muscolare, ovvero un tessuto biologico con capacità contrattile e composto da fibre, le quali sono classificate in fibre bianche, ossia quelle a contrazione rapida che garantiscono velocità, e fibre rosse, fibre specializzate in contrazione lenta garantendo resistenza. Il muscolo ha quattro funzioni: protegge le ossa, riscalda il nostro corpo quando si contrae, lo sostiene e ne permette il movimento; l'insieme dei muscoli costituisce l'apparato muscolare, che fa parte insieme allo scheletro e alle articolazioni dell'apparato locomotore.

## Etimologia
Il termine viene dal latino musculus, diminutivo di mus, topo, perché i rapidi movimenti delle fibre muscolari ricordavano ai primi anatomisti il guizzare dei topi.

## Descrizione

### Tipi
Ci sono diversi tipi di muscoli.
In base alla morfologia, possiamo distinguere:
- Muscoli striati scheletrici, che presentano caratteristiche striature visibili anche ad occhio nudo, meglio ancora discernibili al microscopio ottico. Queste striature sono dovute alla disposizione regolare degli elementi contrattili (sarcomeri). I muscoli striati scheletrici, si contraggono in seguito a impulsi nervosi provenienti dai motoneuroni del sistema nervoso centrale, ovvero a livello cosciente. Questi muscoli sono connessi a segmenti scheletrici e presentano la caratteristica di essere controllati dalla nostra volontà. In essi, inoltre, la percentuale di miosina è più alta rispetto all'actina. Questa speciale conformazione gli conferisce resistenza e forza.
- Muscoli striati cardiaci, che costituiscono la componente muscolare (che è anche la più cospicua) del cuore, detta miocardio. Microscopicamente parlando, rispetto alle fibre muscolari scheletriche, oltre alle strie trasversali note, posseggono altre striature trasversali ben evidenti, chiamate strie intercalari. Sono le zone di giunzione delle fibre stesse. Il muscolo cardiaco si contrae indipendentemente dalla volontà. La sua conformazione è quasi 50% actina e quasi 50% miosina.
- Muscoli lisci, cosiddetti in quanto non presentano striature trasversali, per via della distribuzione casuale degli elementi contrattili al loro intero. Si presentano in genere di colore più chiaro rispetto alla muscolatura striata. Sono questi a costituire la componente muscolare dei visceri. Qui invece la percentuale di actina è più alta rispetto a quelli striati.

I muscoli lisci (salvo pochissime eccezioni) sono involontari, cioè la contrazione di questi avviene in maniera indipendente dalla volontà: sotto il controllo di ormoni, stimoli esterni o in seguito a impulsi provenienti dal sistema nervoso autonomo.
In base alla funzione possiamo distinguere:
- Muscoli agonisti, che svolgono l'azione.
- Muscoli antagonisti, che si oppongono al movimento o si rilassano. Un esempio è il bicipite rispetto al tricipite e viceversa.
- Muscoli estensori, che allontanano i capi delle ossa che sono stati avvicinati nell'azione, distendendo quindi l'articolazione.
- Muscoli sinergisti, quei muscoli che aiutano il muscolo responsabile del movimento nell'esecuzione dello stesso movimento, o che riducono contemporaneamente i movimenti inutili o addirittura controproducenti.
- Muscoli fissatori, quei muscoli sinergisti specializzati. Essi trattengono un osso o stabilizzano l'origine di un motore primario.[1]

### Struttura del muscolo striato scheletrico

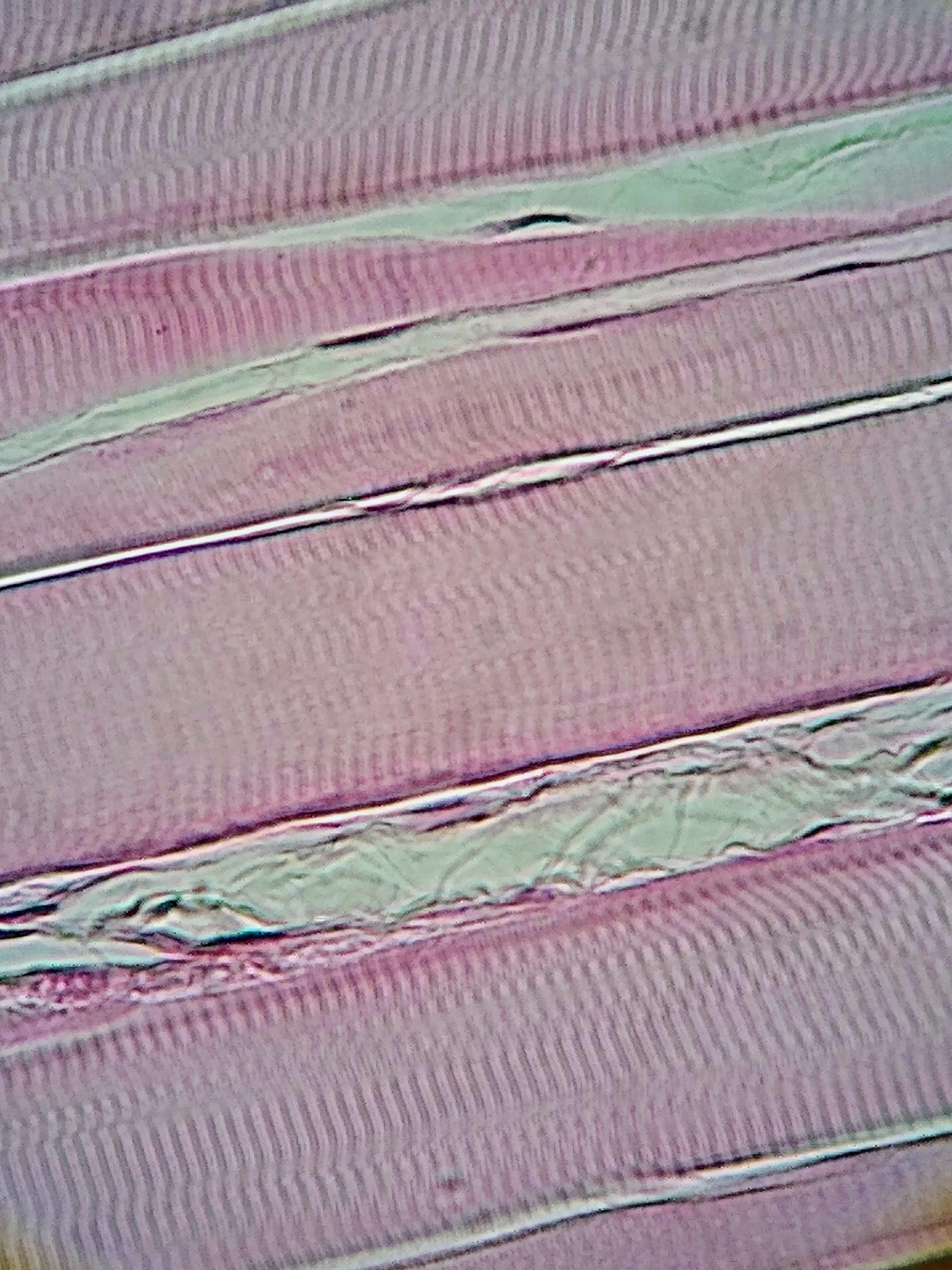
Muscolo scheletrico al microscopio

Il muscolo scheletrico è costituito da fibre muscolari di forma allungata, unite alla loro estremità a tessuto connettivo denso che rappresenta la componente tendinea della fibra. Il citoplasma di tali fibre è occupato da fasci di miofibrille deputate alla contrazione e al rilassamento del muscolo. A un esame microscopico si possono individuare nelle fibrille diverse bande chiare e bande scure che si ripetono regolarmente. Queste bande sono poi delimitate da due linee sottili, dette linee Z, costituite da proteine di ancoraggio.
I sarcomeri (così si chiamano queste unità) sono poi costituiti da fasci di filamenti paralleli e alterni di due tipi: 
- i filamenti sottili, costituiti da actina, una proteina ad α-elica, attorcigliati ad un filamento di una proteina regolatrice, la tropomiosina;
- i filamenti spessi sono invece costituiti principalmente da una proteina filamentosa, la miosina. La miosina è costituita da sei catene polipeptidiche: due catene pesanti le quali presentano ciascuna una testa globulare e una parte filamentosa e quattro catene leggere che, con la porzione globulare delle due catene pesanti, formano la testa della miosina.

Quando un muscolo è rilassato, i filamenti sottili e quelli spessi sono vicini, ma non collegati, mentre durante la fase di contrazione interagiranno assieme.

### Movimento muscolare scheletrico
In fisiologia si distinguono sette movimenti realizzati dai muscoli striati scheletrici:
- Flessione: si ha quando si avvicinano tra di loro due ossa di un'articolazione, grazie ai muscoli flessori.
- Estensione: è il movimento opposto alla flessione e si ha quando si allontanano fra di loro due ossa di un'articolazione, grazie ai muscoli estensori.
- Abduzione: si ha quando un arto si allontana dalla linea mediana del corpo, grazie ai muscoli abduttori.
- Adduzione: è il movimento opposto dell'abduzione e si ha quando un arto si avvicina alla linea mediana del corpo, resa possibile dai muscoli adduttori.
- Rotazione: si ha quando ruotiamo una parte del corpo, resa possibile dai muscoli rotatori.
- Muscoli mimici: permettono di muovere la pelle del volto permettendo di fare diverse espressioni.
- Muscoli antagonisti: muscoli che concorrono ad un movimento con azioni opposte e contemporanee.

### Struttura del muscolo striato cardiaco
Il miocardio è formato da fibre muscolari striate simili a quelle del muscolo scheletrico, ma con significative differenze. Esse contengono i nuclei in posizione centrale, sono più piccole, non sono isolate fra loro ma sono connesse l'una all'altra. Alcune cellule si diramano in modo che una cellula si connetta ad altre due cellule. Le aree di contatto sono denominate dischi intercalari. Nella parte citoplasmatica dei dischi intercalari c'è la linea Z. L'unione delle fibre è sia meccanica che elettrica. L'unione meccanica è dovuta principalmente a desmosomi, l'unione elettrica a gap junction che permettono il passaggio di ioni calcio e piccole molecole fra le cellule. Le gap junction creano una sinapsi elettrica che permette il passaggio di un potenziale d'azione da una fibra muscolare all'altra. Quando un potenziale d'azione è generato, questo si propaga a tutte le cellule del miocardio; i miocardiociti sono quindi interconnessi in modo analogo a quanto succede nelle cellule muscolari lisce.

### Struttura del tessuto muscolare liscio

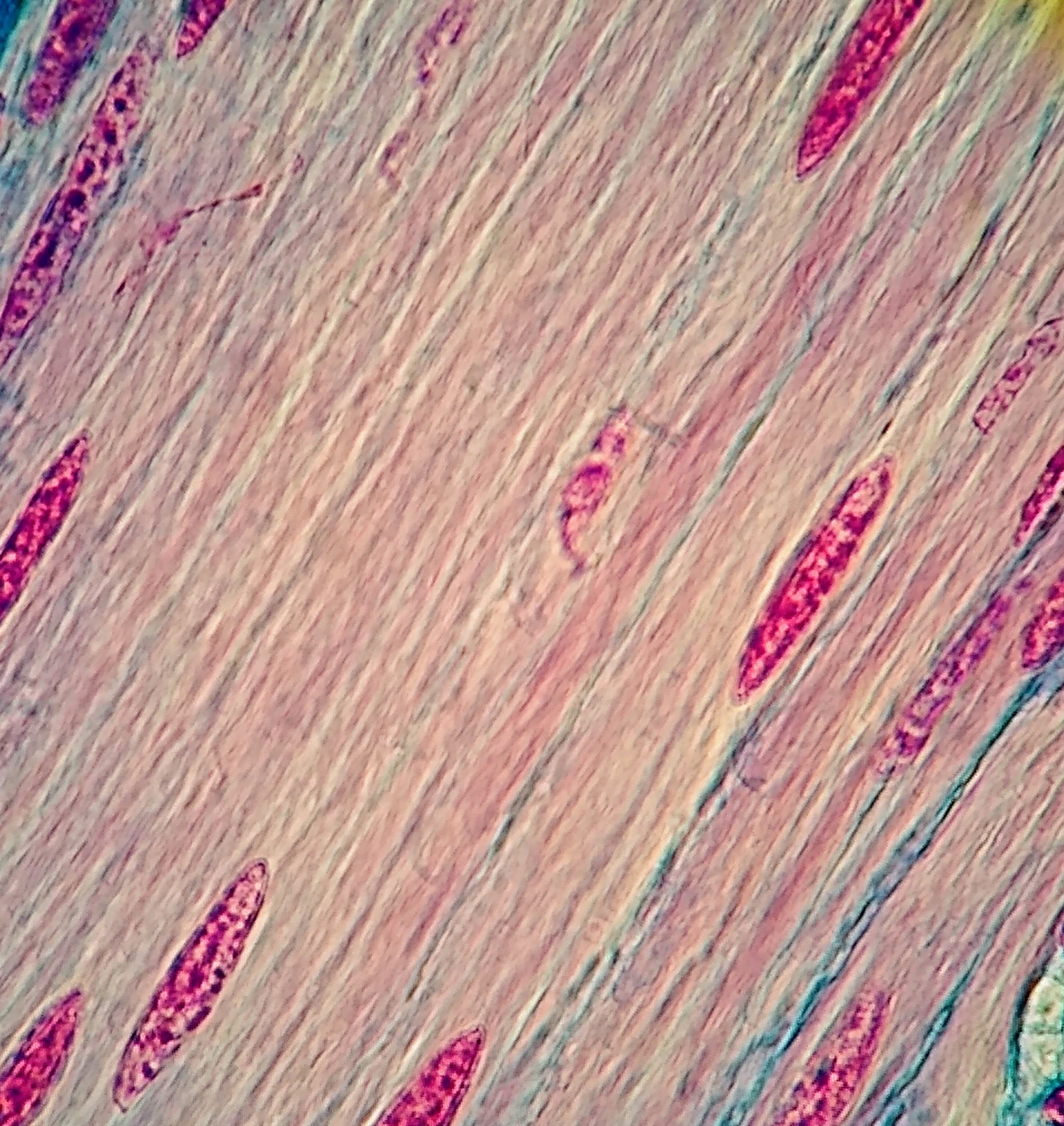
Tessuto muscolare liscio al microscopio

Il tessuto muscolare liscio è principalmente responsabile della muscolatura degli organi interni: le cellule sono fusiformi, il nucleo è centrale, ma i miofilamenti sono disposti in maniera irregolare e per questo motivo non notiamo le striature che caratterizzano il muscolo scheletrico.
Per quanto riguarda l'attività del muscolo liscio notiamo molte differenze rispetto al tessuto analizzato in precedenza:
- contrazione lenta e meno potente ma più prolungata.
- contrazione involontaria: il muscolo può contrarsi per innervazione del sistema nervoso autonomo, sotto stimolo ormonale o sotto stimolo meccanico.
- contrazione che avviene per tutto il muscolo contemporaneamente: questa è la caratteristica più importante del muscolo liscio. Il muscolo si comporta proprio come se si trattasse di un'unica fibra, anche se nella realtà vi sono più fibre che si susseguono l'una all'altra. Si dice, pertanto, che questo tipo di tessuto si comporta come un sincizio funzionale.

## Fisiologia della contrazione muscolare
Si può suddividere la contrazione muscolare in tre fasi principali:
- contrazione
- rilassamento
- fase latente

### Contrazione
La contrazione è il risultato di una serie di modificazioni intracellulari coordinate che porta al movimento della fibra muscolare e, di conseguenza, del muscolo stesso. La contrazione avviene in tutti i tipi di muscoli; è meglio rappresentata nel muscolo scheletrico, dove esiste una struttura metamerica (il sarcomero) dotata di particolarità morfologiche e funzionali. La contrazione muscolare di un muscolo scheletrico ha inizio quando il segnale elettrico, proveniente dai motoneuroni del sistema nervoso centrale (nuclei dei nervi cranici con componente motoria, o neuroni motori delle teste delle corna anteriori del midollo spinale) arriva ai bottoni sinaptici. Questi liberano nello spazio subsinaptico (tra membrana presinaptica e postsinaptica) una sostanza, l'acetilcolina, che agisce sui recettori colinergici nicotinici presenti nella placca neuromuscolare (membrana postsinaptica) determinando il potenziale d'azione. Il potenziale d'azione, che si propaga lungo il sarcolemma (ovvero la membrana cellulare del muscolo scheletrico), va a colpire canali voltaggio-dipendenti intermembrana (canali della diidropiridina) i quali comunicano sul lato citoplasmatico con un complesso proteico, il recettore per la rianodina, che determina l'apertura dei canali Ca+2 contenuti nel reticolo sarcoplasmatico, che vengono così liberati. L'acetilcolina agisce inoltre sulle membrane che racchiudono i fasci di miofibrille, rendendole così permeabili agli ioni Ca+2, che hanno una fondamentale azione catalizzatrice per importanti reazioni chimiche. La liberazione di Ca+2 induce un processo di feedback positivo con amplificazione della concentrazione citoplasmatica di calcio: ioni Ca+2 stimolano pompe per l'estrusione di altro calcio.
Dai mitocondri della fibra muscolare, viene poi liberato ATP, e da altri organuli viene liberata la troponina. Tale sostanza andrà ad agire sui filamenti sottili, infatti avverrà una reazione catalizzata dagli ioni Ca+2, che permetterà alla troponina di legarsi alla tropomiosina, che lascerà libero il sito di attacco per la miosina. L'ATP agirà invece sui filamenti spessi: mediante una reazione di fosforilazione, e quindi mediante una reazione esoergonica, l'ATP diventa ADP, libera un gruppo fosfato, una grande quantità di energia, e si lega alla testa di miosina, la quale sfrutta tale energia per saltare dal suo loco, e andare ad occupare il sito di attacco nel filamento sottile, lasciato libero dalla tropomiosina. Durante lo scorrimento le teste di miosina si legano a quelle di actina con una precisa angolazione di 45°. Durante questo processo avvengono cambiamenti neoclitini, derivanti dall'assimilazione di proteine. Il processo fa quindi variare l'angolazione di actina di 15° facendola arrivare a 60°.

### Rilassamento
Nella fase di rilassamento, il procedimento avviene in modo contrario a quello della contrazione e sembra che la parvalbumina sia coinvolta nel processo.

### Fase latente
La fase latente è quella che segue lo stimolo, ma nella quale non c'è risposta. Ciò è dovuto al fatto che i canali voltaggio-dipendenti che hanno fatto entrare gli ioni sodio per dare inizio al potenziale d'azione sono ora nella fase inattivata, pertanto non sono sensibili ad ulteriori perturbazioni elettriche: questo è detto "periodo refrattario (altro modo per indicare la fase latente) assoluto". Segue immediatamente un "periodo refrattario relativo" dovuto al fatto che la cellula subisce un'iperpolarizzazione che fa scendere il suo potenziale al di sotto di quello che sarebbe il suo potenziale di riposo, pertanto una nuova contrazione è possibile, ma è necessaria una perturbazione elettrica maggiore perché si raggiunga il potenziale d'azione.

## Funzioni della muscolatura
Le funzioni della muscolatura sono principalmente sei: la determinazione del movimento, il mantenimento della postura, la stabilizzazione delle articolazioni, la produzione di calore, la protezione di strutture ossee ed organi interni e il movimento di liquidi e sostanze.

### Determinazione del movimento
I movimenti che noi compiamo ogni giorno sono il risultato della contrazione muscolare. Infatti, l'attività dei muscoli ci consente di rispondere a qualsiasi cambiamento dell'ambiente; per esempio la rapidità con cui i muscoli si contraggono ci permette di scappare da una situazione di pericolo.

### Mantenimento della postura
Grazie all'enorme lavoro che i muscoli effettuano in sequenza, per aggiustare la nostra posizione, ci permettono di mantenere la posizione eretta o la posizione da seduti, malgrado la forza di gravità.

### Stabilizzazione delle articolazioni
Mentre esercitano trazione sulle ossa per determinare il movimento, i muscoli stabilizzano le articolazioni dello scheletro. Come i tendini, particolarmente importanti per rinforzare e stabilizzare quelle articolazioni le cui superfici sono poco congruenti.

### Produzione di calore
Quando avviene la contrazione muscolare, viene utilizzato l'ATP e circa i tre quarti di questa energia viene liberata sotto forma di calore. Questa funzione è di vitale importanza per mantenere la temperatura corporea costante, circa 37 gradi.

### Protezione di strutture ossee ed organi interni
In presenza di alcuni traumi esterni, i muscoli possono svolgere la funzione di barriera/cuscinetto verso le strutture ossee od organi interni ad essi sottostanti.

### Movimento di liquidi e sostanze
Come il cuore ha la funzione di "muovere" il sangue tramite i vasi sanguigni dal "centro" del corpo alla periferia, anche altri muscoli tramite la loro contrazione, svolgono la medesima azione "spremendo" i vasi sanguigni e linfatici ad essi adiacenti.